# Michel Hermet
Pour les articles homonymes, voir Hermet.
Michel Hermet est un dirigeant d'entreprise, sommelier et viticulteur franco-canadien, né le 3 mars 1953 à Montpellier. Il est président de l'Union de la Sommellerie Française. Ancien délégué de la France à l'Association de la Sommellerie Internationale, il est membre de plusieurs confréries vineuses.

## Biographie

### Enfance et formation
Fils de parents viticulteurs, Michel Hermet grandit à Vendargues au milieu des vignobles. Dans la lignée de ses parents, il s'intéresse à la gastronomie et aux arts de la table et part étudier en 1969 au Lycée Technique Hôtelier de Nice (aujourd'hui École Hôtelière Paul Augier) d'où il sort trois ans plus tard avec un diplôme de technicien. Sa formation lui permet d'occuper le poste de Maître d'Hôtel du Chef de Corps lors de son service militaire au 120e Régiment du Train à Fontainebleau de 1973 à 1974. 
Afin de se perfectionner dans les langues, ils occupe des postes en Angleterre, en Allemagne et au Canada. Ses voyages lui donneront l'occasion de servir le Shah d'Iran en 1975 sur l'île de Kish. De retour en France, il crée ses propres restaurants dans les années 1980 à Nîmes et devient un acteur incontournable de la gastronomie locale. Développant dans son établissement le concept des bars à vin, il se lance lui-même dans la production dans la ville de son enfance à Vendargues ainsi qu'à Collorgues où il acquiert en 2004 une cave coopérative en fin d'activité qu'il converti en chais de vieillissement, lieu de dégustation et salle de réception.
S'investissant entièrement dans son domaine d'activité, Michel Hermet se voit confier tout au long de sa carrière des responsabilités au sein d'institutions régionales et nationales. Il est ainsi secrétaire général puis président de l'Association de la Sommellerie du Languedoc-Roussillon entre 1998 et 2011 avant d'accéder au niveau national de cette institution en devenant vice-président de l'Union de la Sommellerie Française en 2007 puis président de cette dernière en 2011. Il est délégué de la France à l'Association de la Sommellerie Internationale de 1999 à 2011. Par ailleurs, il est conseiller de l'enseignement technologique depuis 1998.

## Reconnaissance
Son travail au service de la gastronomie et de la viticulture française lui vaut d'être fait chevalier du Mérite agricole en 2007 et chevalier de l'ordre national du Mérite en 2015.
En 2023, il est élu correspondant de l'Académie de Nîmes.
Il a aussi participé à plusieurs concours :
| Date | Compétition                                                                 | Lieu           | Résultat      |
| ---- | --------------------------------------------------------------------------- | -------------- | ------------- |
| 1988 | Meilleur sommelier de France                                                | Paris          | Finaliste     |
| 1987 | Meilleur sommelier de France - Région Languedoc-Roussillon et Midi-Pyrénées | Toulouse       | Vainqueur     |
| 1985 | Meilleur sommelier de France - Section Sud-Est                              | Nice           | 3e            |
| 1983 | Meilleur sommelier de France - Section Sud-Est                              | Suze-la-Rousse | 1/2 finaliste |

## Décorations
- Ordre national du Mérite :
  - Chevalier le 28 avril 2015
- Ordre du Mérite Agricole :
  - Chevalier le 11 décembre 2007

## Divers
| Date | Confrérie                                                           | Titre              |
| ---- | ------------------------------------------------------------------- | ------------------ |
| 1976 | Confrérie des vignerons de Saint-Vincent-de-Mâcon                   | Vigneron d'Honneur |
| 1977 | Commanderie du Bontemps Médoc et Graves, Sauternes Barsac           | Echanson           |
| 1983 | Ordre de la Boisson de la Stricte Observance des Costières de Nîmes | Chevalier          |
| 1985 | Commanderie des Costes du Rhône                                     | Chevalier          |
| 1988 | Confrérie des Chevaliers du Tastevin du Clos de Vougeot             | Chevalier          |
| 1989 | Compagnons du Minervois                                             | Chevalier          |
| 1990 | Jurade de Saint-Emilion                                             | Prudhomme          |
| 1991 | Commanderie de Tavel                                                | Membre d'Honneur   |
| 1992 | Ordre des Sarments de Pierre de Limoux                              | Ambassadeur        |
| 1996 | Compagnie des Vins de Pays du Gard                                  | Compagnon          |
| 2000 | Commanderie de Faugères                                             | Chevalier          |
| 2001 | Confrérie des Chevaliers du Saint-Chinian                           | Chevalier          |
| 2012 | Échansonnerie des Papes (Châteauneuf-du-Pape)                       | Echanson           |